# Rybnik Gotartowice
Rybnik Gotartowice – przystanek kolejowy w Rybniku. Znajduje się na obrzeżach miasta, w dzielnicy Gotartowice, na terenie Parku Krajobrazowego Cysterskie Kompozycje Krajobrazowe Rud Wielkich. Znajduje się na wysokości 248 m n.p.m.

## Ruch pasażerski
| Rok  | Wymiana pasażerska na dobę |
| ---- | -------------------------- |
| 2017 | 0-9                        |
| 2022 | 0-9                        |

## Historia
Stacja kolejowa została otwarta 21 listopada 1936 na linii kolejowej z Rybnika do Żor, dwa lata później przedłużonej do Pszczyny.
Po modernizacji stacja posiada 2 tory główne, obydwa posiadają krawędź peronową.
Od dnia 9 grudnia 2012 r. do 14 grudnia 2013 r. na przystanku nie zatrzymywały się żadne pociągi.
Od 15 grudnia 2013 stacja była wykorzystywana na linii S72 (Rybnik – Bielsko-Biała) spółki Koleje Śląskie, dzięki czemu stacja posiadała bezpośrednie połączenia kolejowe m.in. z Rybnikiem, Żorami, Pszczyną, Czechowicami-Dziedzicami i Bielsko-Białą. 
W wyniku modernizacji od roku 2019 stacja Rybnik Gotartowice stała się posterunkiem odgałęźnym wraz z przystankiem kolejowym.
Od 15 grudnia 2019 r. na przystanku nie zatrzymują się żadne pociągi.